# Saaristonkatu
Saaristonkatu (français : Rue de l'archipel) est une des rues importantes du centre-ville d'Oulu en Finlande.

## Présentation
Saaristonkatu commence au sud de la place du marché d'Oulu et continue en direction du  sud-est jusqu'au centre sportif de Raksila où commence la route nationale 22. 
La rue Saaristonkatu qui relie au centre-ville la route nationale 4 et la route nationale 22 est donc une voie de circulation très importante.

## Galerie

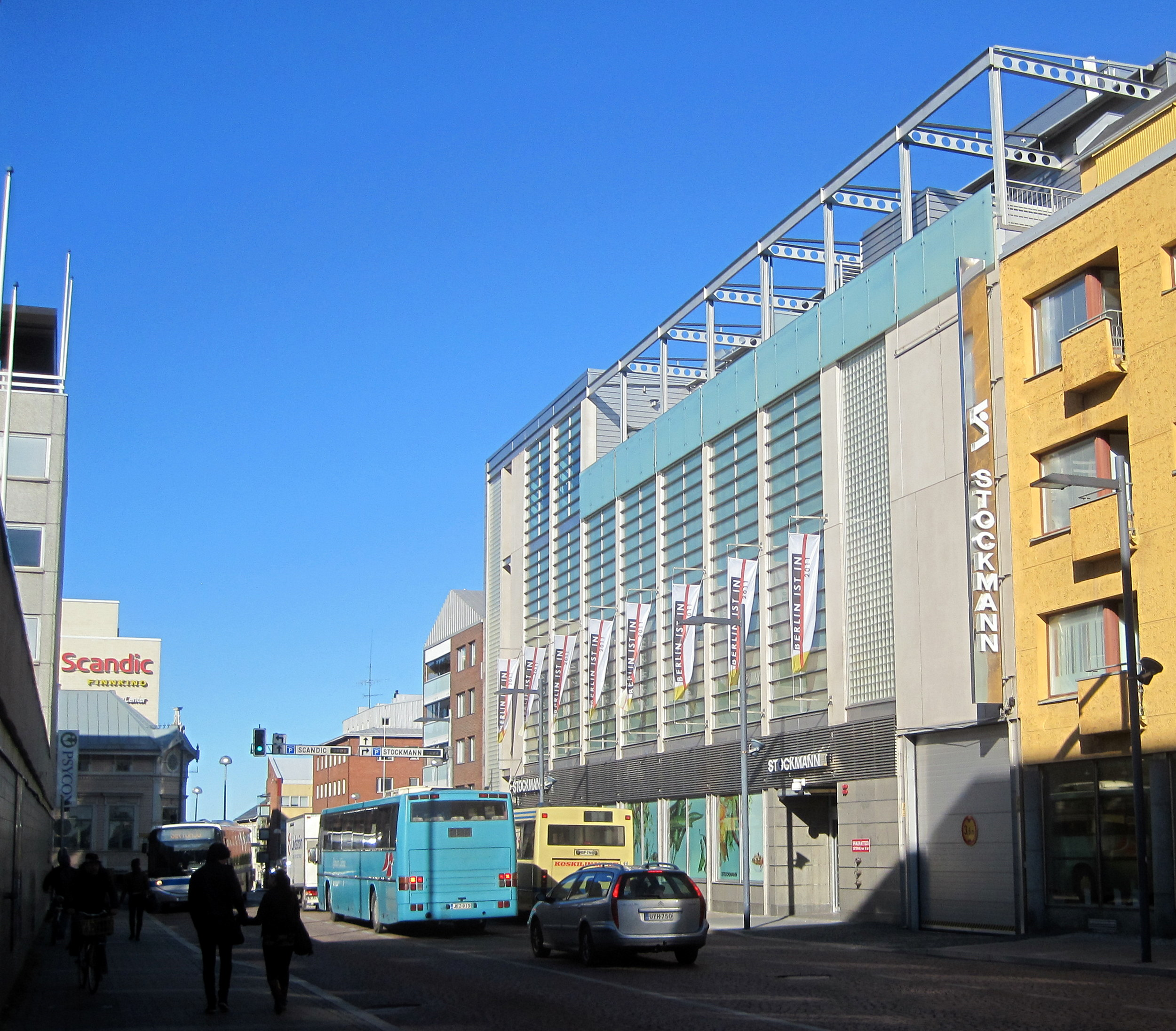
Saaristonkatu 9.
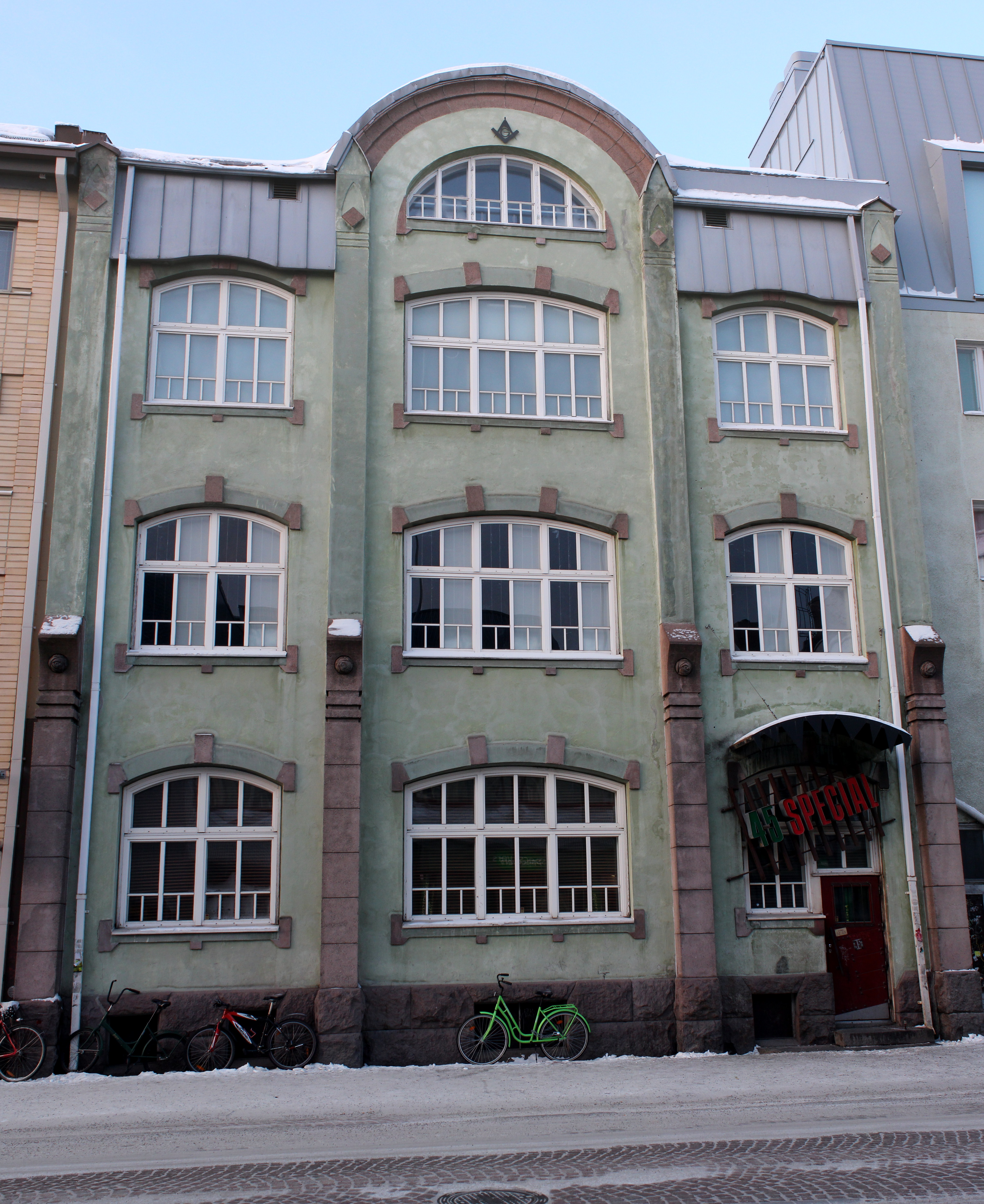
Saaristonkatu 12.
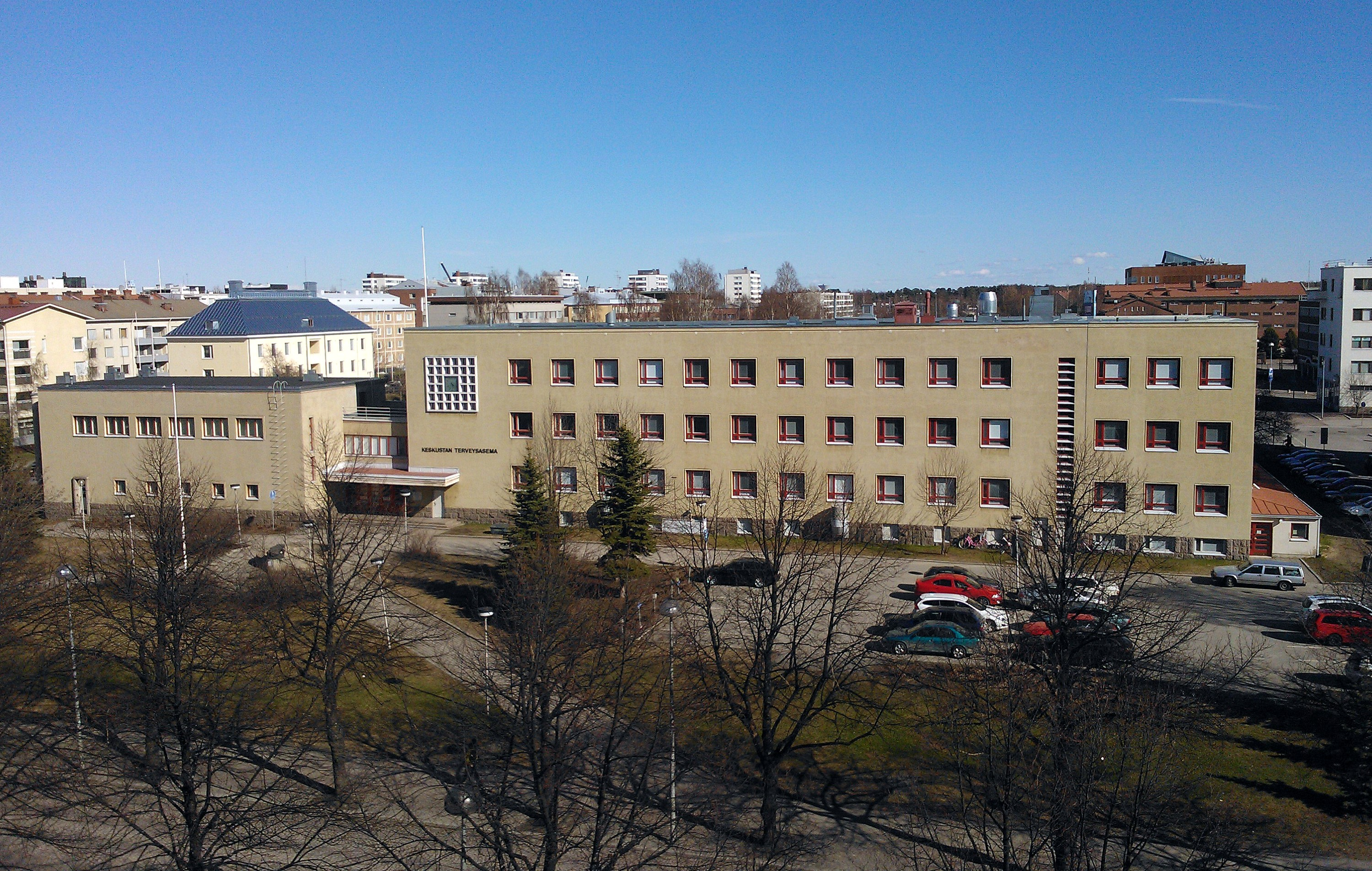
Saaristonkatu 22. Centre médical.
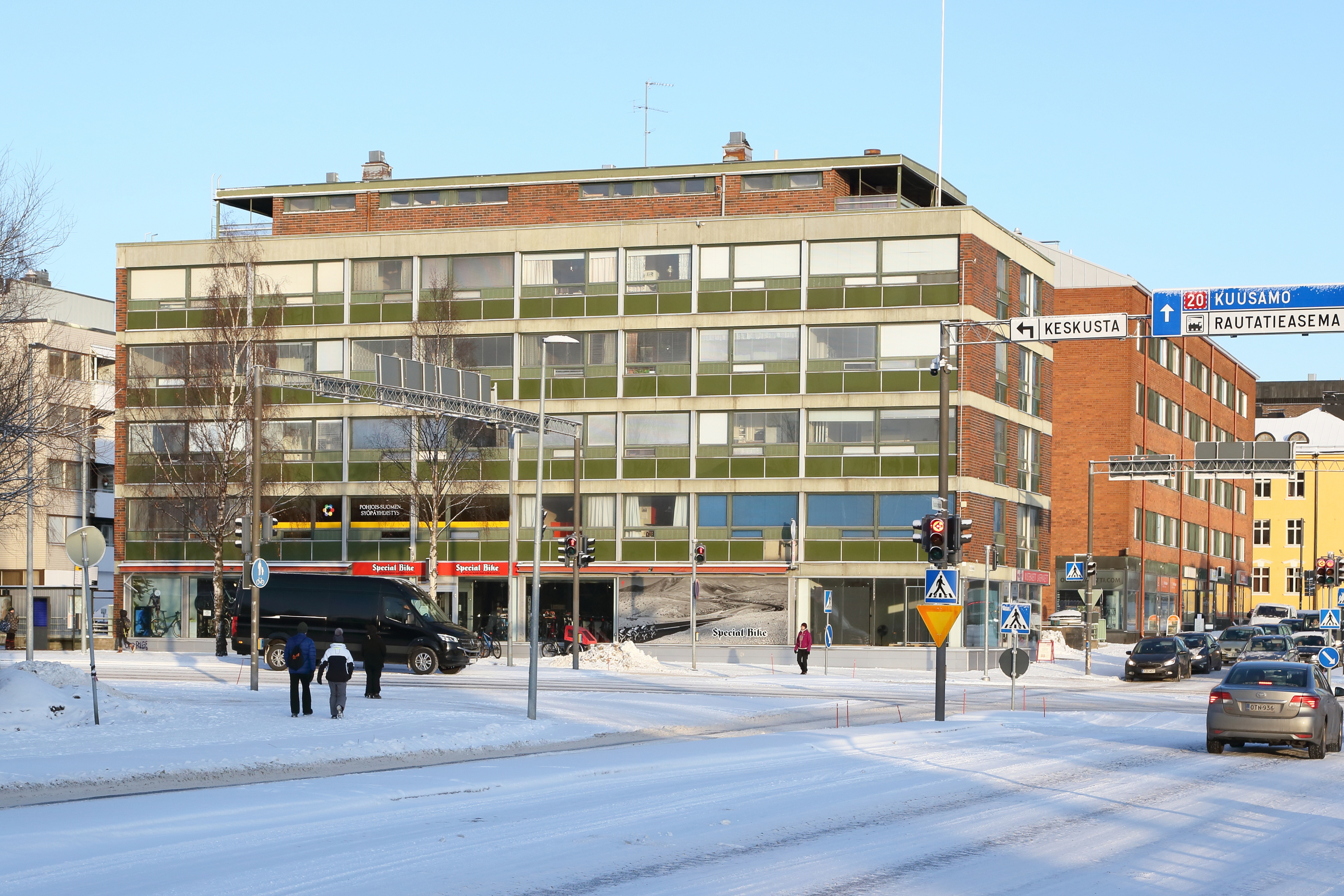
Saaristonkatu 31
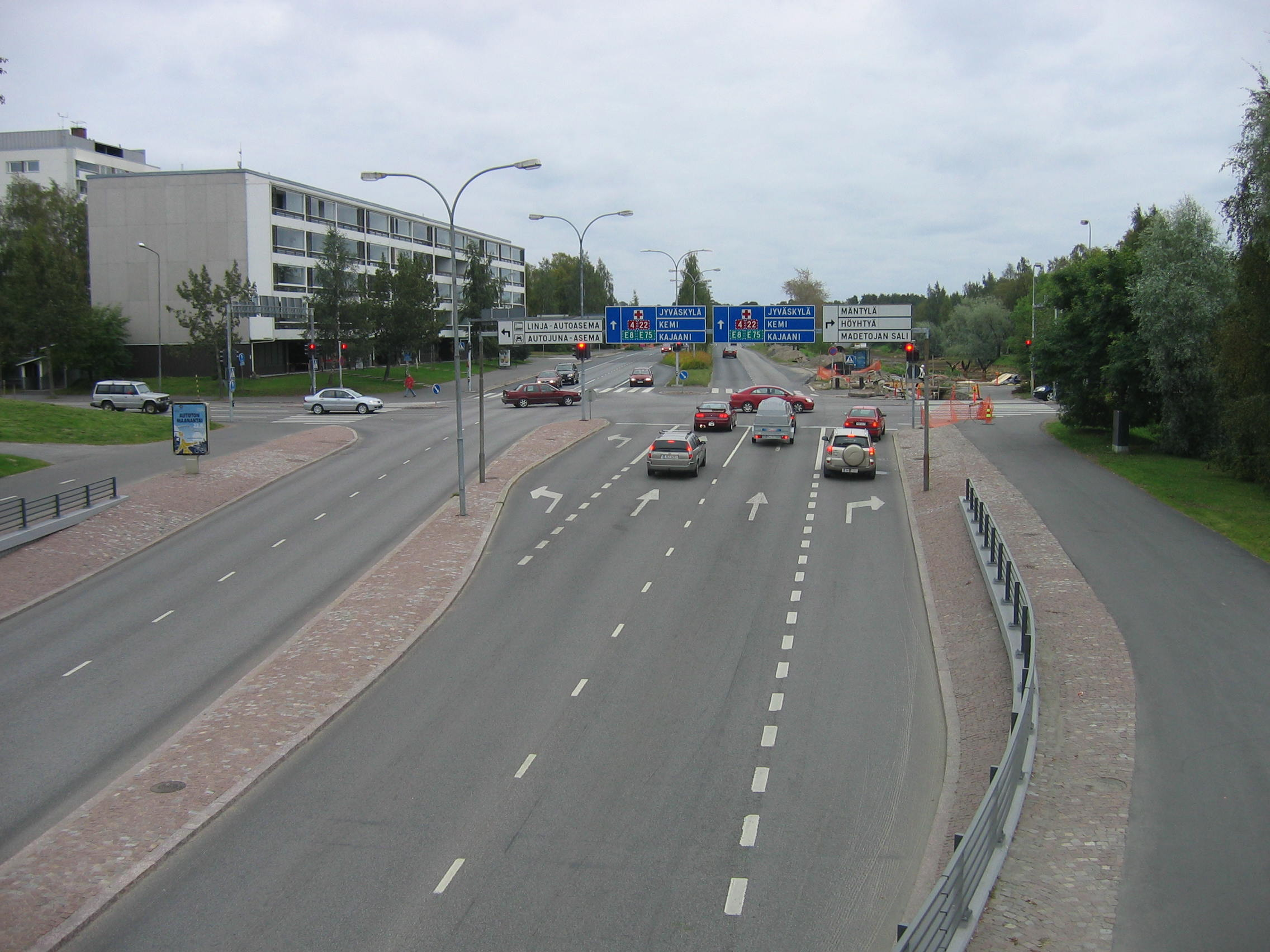
Saaristonkatu à Karjasilta.